# Márton Anita
Márton Anita (Szeged, 1989. január 15. –) olimpiai bronzérmes, világbajnoki ezüstérmes, fedett pályás világbajnok magyar súlylökő. Kiegészítő sportágában, a súlyemelésben is többszörös magyar bajnok.

## Sportpályafutása
2001-ben kezdett atletizálni a Szegedi VSE színeiben. Már 2002-ben korosztályos bajnok lett súlylökésben és diszkoszvetésben. Egy év múlva, a 14 évesek súlylökő bajnokságán elért eredménye még az utánpótlás korosztály bajnokságán is aranyat ért volna. 2005-ben 11. lett az ifjúsági vb-n. Az európai ifjúsági olimpiai fesztiválon harmadik lett diszkoszvetésben.
2006-ban súlylökésben felnőtt magyar bajnok lett szabadtéren és fedettpályán is. A pekingi junior-világbajnokságon a selejtezőben kiesett, diszkosszal 12. lett. 2007-től a Békéscsabai AC versenyzője lett. Új csapat színeiben megvédte bajnoki címeit. A hengelói junior Eb-n súlylökésben 7., diszkoszvetésben hatodik lett. 2008-ban a súlylökő magyar bajnoki aranyérmek mellett megnyerte a diszkoszvető bajnokságot is. A bydgoszczi junior vb-n súlylökésben hatodik, diszkoszvetésben hetedik lett.
2009-ben ismét súlylökő és diszkoszvető magyar bajnok lett. A berlini vb-n 24. helyen végzett súlylökésben. A kaunasi utánpótlás Eb-n 5. volt súlylökésben, 11. diszkoszvetésben. Ezután a világversenyeken már csak súlylökőként versenyzett. A fedett pályás Eb-n nem jutott döntőbe, 13. lett. 2010-ben a hazai triplázás mellett indult a dohai fedett vb-n, de a 17. hely nem volt elég a döntőhöz. A barcelonai Európa-bajnokságról tizenegyedikként tért haza. 2011-ben a fedett pályás Európa-bajnokságon ötödik helyezett lett. Május elején teljesítette az olimpiai kvalifikációs B-szintet. Július 15-én az ostravai U23-as Eb-n diszkoszvetésben harmadik, súlylökésben ötödik lett. Az universiaden hetedik, a világbajnokságon 22. helyezést ért el. 2012-ben a téli dobó Európa kupán hatodik volt. Áprilisban 18,48 méterrel olimpiai A-szintet dobott. Júniusban újra magyar bajnok lett diszkoszvetésben és súlylökésben. Az Európa-bajnokságon 17,93 méterrel hetedik lett súlylökésben. A 2012-es londoni olimpián súlylökésben 17,48 méteres eredményével nem jutott a döntőbe.
A 2013-as fedett pályás Európa-bajnokságon a súlylökés selejtezőjében 17,22 métert teljesített, ami a 12. helyezést jelentette. Az universiaden negyedik helyezést szerzett. A világbajnokságon huszadik lett a selejtezőben. A 2014-es fedett pályás atlétikai világbajnokságon 18,63 méteres egyéni csúccsal került be a döntőbe, ahol a hatodik helyen végzett. Az Európa-bajnokságon országos csúccsal eredetileg harmadik helyezést ért el, ami 2024-ben ezüstérem lett, miután a második Jevgenyija Kolodokót megfosztották az érmétől. A világranglistán nyolcadik volt. A 2015-ös fedett pályás atlétikai Európa-bajnokságon első helyen jutott a döntőbe, ahol új országos csúccsal végzett az első helyen. A 2015-ös atlétikai világbajnokságon országos csúccsal (19,48 m) negyedik lett. A 2016-os fedett pályás atlétikai világbajnokságon országos csúccsal (19,33 m) második helyen végzett. Tavasszal a gyémánt liga versenyeken második volt Dohában és Rabatban valamint a pekingi nemzetközi versenyen is. Az Európa-bajnokságon ezüstérmet szerzett. A székesfehérvári Gyulai Memorial versenyen 19,49 méteres országos csúcsot ért el. A 2016-os olimpián újabb országos csúccsal bronzérmet nyert. A gyémánt liga éves értékelésében második lett.
A 2017-es fedett pályás szezonban Budapesten (18,56 m) és Düsseldorfban (18,17 m) első, Karlsruhéban (18,34 m) második, majd Birminghamben (18,97 m) ismét első lett. A 2017-es fedett pályás atlétikai Európa-bajnokságon megvédte címét (19,28 m). Márciusban győzött a téli dobó Európa-kupán. A Gyémánt Ligában Dohában és Párizsban második, Sanghajban harmadik, Rómában negyedik volt.
A 2017-es világbajnokságon ezüstérmet szerzett (19,49 m).
2018. március 2-án a birminghami fedett pályás világbajnokságon 19,62 méteres, új országos rekorddal világbajnok lett. Ezzel ő lett a magyar atlétika első világbajnoka. Egy héttel később megnyerte a súlylökő Európa-kupát is. Márciusban a hónap európai atlétájának választották. Májusban hatodik lett a sanghaji gyémánt liga versenyen, harmadik volt Bydgoszczban. A júniusi magyar bajnokságot megnyerte. Eztkövetően sérülése miatt lemondta az indulást a Gyulai Memorialon. A fedett pályás vb utáni edzéseken kezdett fájni a bal térde, amit a combizma okozott. Műtétre nem volt szükség, de pihentetésre és kezelésekre igen. Júliusi versenyeit lemondta. A korlátozott edzések miatt csak kis esélyt látott az Európa-bajnoki szereplésre. Július közepén lemondta az indulását augusztusi Európa-bajnokságon. A további teljes szezont kihagyta.
2019 januárjában versenyzett újra. A fedett pályás szezonban Bostonban negyedik, Düsseldorfban harmadik volt. A 2019-es fedett pályás atlétikai Európa-bajnokságon bronzérmet szerzett. A 2019-es világbajnokságon súlylökésben 5. lett 18,86 méteres dobásával.
2020 augusztusában bejelentette, hogy gyermeket vár. 2021 január végén lánya született. 2021 februárjában a Szegedi Vasutas SE atlétikai szakosztályának vezetője lett. Márciusban kezdte újra az edzéseket A júniusi országos bajnokságon indult először versenyen. A tokiói olimpián súlylökésben 17,42 méteres eredménnyel nem jutott be a döntőbe, összesítésben a 21. helyen végzett.
A 2022-es világbajnokságon nem indult, mert az Eb-re készült. A kontinensbajnokság előtti napokban megbetegedett, így ott sem tudott versenyezni. 
A 2023-as fedett Eb-n hatodik helyezést szerzett. A budapesti atlétikai világbajnokságon kiesett a selejtezőben. 2023 szeptemberében bejelentett versenyzői pályafutásának befejezését.
2023 őszétől a Magyar Atlétikai Szövetségben a dobó szakágak vezetője lett. 2024 októberében megszületett a második gyermeke.

### Súlyemelőként
A Szegedi EAC színeiben versenyzik a +75 kg-os súlycsoportban.
2006-ban a felnőtt ob-n negyedik, a junior bajnokságon második volt. 2007-ben és 2008-ba a felnőtt magyar bajnokságon ismét 4. helyezést ért el. 2007 és 2009 között az utánpótlás ob-n második lett.
2010-ben a magyar bajnokságon harmadik, 2012-ben negyedik, 2013-ban második helyezett volt.
2014-ben és 2015-ben magyar bajnokságot nyert.

## Rekordjai
Súlylökés
fedett pálya
- 16,31 m (Budapest, 2008. február 23.) junior országos csúcs
- 18,11 m (Párizs, 2011. március 4.) U23-as országos csúcs
- 19,23 m (Prága, 2015. március 7.) országos csúcs
- 19,33 m (Portland, 2016. március 19.) országos csúcs
- 19,48 m (Birmingham, 2018. március 2.) országos csúcs
- 19,62 m (Birmingham, 2018. március 2.) országos csúcs

szabadtér
- 15,57 m (Budapest, 2006. június 11.) ifjúsági országos csúcs
- 16,90 m (Zenta, 2008. június 15.) junior országos csúcs
- 18,20 m (Torino, 2010. június 12.) U23-as országos csúcs
- 19,04 m (Zürich, 2014. augusztus 17.) országos csúcs
- 19,48 m (Peking, 2015. augusztus 22.) országos csúcs
- 19,49 m (Székesfehérvár, 2016. július 18.) országos csúcs
- 19,87 m (Rio de Janeiro, 2016. augusztus 12.) országos csúcs

Diszkoszvetés
- 52,36 m (Zenta, 2006. június 16.) ifjúsági országos csúcs
- 55,07 m (Zalaegerszeg, 2008. június 10.) junior országos csúcs

## Eredményei
Magyar bajnokság
Atlétika
- súlylökés
  - bajnok:2006, 2007, 2008, 2009, 2010, 2011, 2012, 2013, 2014, 2015, 2016, 2017, 2018, 2019, 2021, 2022, 2023

- diszkoszvetés
  - bajnok:2008, 2009, 2010, 2011, 2012, 2013, 2014, 2015, 2016, 2017, 2018, 2019, 2022, 2023
  - ezüstérmes:2021
  - bronzérmes: 2007

Fedett pályás magyar bajnokság
- súlylökés
  - bajnok: 2006, 2007, 2008, 2009, 2010, 2011, 2013, 2014, 2015, 2016, 2019, 2020, 2022, 2023

Súlyemelés
- +75 kg
  - aranyérmes: 2014, 2015
  - ezüstérmes: 2013
  - bronzérmes: 2010

## Díjai, elismerései
- Az év magyar atlétája (2014,[64] 2015,[65] 2016,[66] 2017,[67] 2018, 2019[68])
- Magyar Arany Érdemkereszt (2016)
- Békéscsaba sportjáért (2016)
- Az év békéscsabai sportolónője (2017)[69]